# Rosebud (Los Simpson)
Rosebud, llamado Ciudadano Burns en España y El oso de Burns en Hispanoamérica, es un capítulo perteneciente a la quinta temporada de la serie animada Los Simpson, emitido originalmente el 21 de octubre de 1993. El episodio fue escrito por John Swartzwelder y dirigido por Wes Archer.

## Sinopsis
Smithers encuentra al Sr. Burns teniendo una pesadilla en la cual constantemente menciona el nombre "Bobo". Aunque al principio el anciano simula que no se trata de nada importante, le cuenta a su asistente la historia de su osito de peluche. 
Cuando era niño, Burns vivía con sus padres y su hermano George Burns y tenía un osito de peluche llamado Bobo. Sin embargo, un día, un multimillonario había venido a lleváselo, y el niño Burns había dejado caer su osito a la nieve. Luego de ese suceso, no lo había vuelto a ver. El osito, por su parte, había permanecido en la nieve hasta la primavera, dejando que la corriente de un río lo arrastrase hacia Nueva York. Allí, había sido recogido por Charles Lindbergh, piloto del avión "El Espíritu de San Luis", quien lo había llevado consigo a través del océano Atlántico. Una vez en París, Lindbergh lanzó el osito por una ventanilla, cayendo en manos de Adolf Hitler. En 1945, en su búnker en Berlín, Hitler insulta al oso por haberle hecho perder la guerra y lo arroja lejos de su vista.
En la siguiente escena, Bobo aparece en un submarino que recorría el Polo Norte en busca de hielo. Ya en el presente, una bolsa de hielo, que contenía al osito, es enviada al Kwik-E-Mart de Apu, en donde Bart la compra por recomendación del tendero, alegando que le traería suerte. Cuando abre la bolsa, encuentra a Bobo deteriorado, y se lo da a Maggie para que juegue con él.  
Mientras tanto, los preparativos para el cumpleaños de Burns están en marcha y, después de una insulsa e irreverente actuación de Los Ramones, Homer es elegido para entretener a los invitados de la fiesta con un número de comedia; Sin embargo, Burns encuentra ofensiva la rutina de Homer y furiosamente ordena a sus guardias de seguridad, parecidos a antidisturbios, desalojar a los invitados.
Luego de terminar la fiesta, Burns descubre que Maggie tiene el oso, por lo que hace de todo para recuperarlo, incluyendo irrumpir en todos los canales de TV y cortar los suministros de cerveza a Springfield, para que Homer le devolviese a su peluche. Sin embargo, a Maggie le encantaba el oso, y su padre no es capaz de quitárselo para entregárselo a Burns, aunque su jefe le había prometido una gran suma de dinero. 
Al revelar que la falta de alcohol en Springfield se debe a la actitud de Homer, una muchedumbre irrumpe en la casa de los Simpsons para conseguir el oso, pero al ver la tristeza de Maggie, deciden devolvérselo. Finalmente, Maggie, al ver cuánto quiere Burns a su oso, siente lástima por él y se lo entrega. El anciano, eufórico, promete ser mejor ciudadano. 
Burns duerme junto a Bobo y se pregunta qué será lo que le deparará el futuro. Se muestra un escenario futurista, en donde la tierra se ha convertido en el Planeta de los Simios, con clones de Homer como esclavos y en donde Burns, con la cabeza en criogenia y cuerpo de robot y Smithers, como un perro robot, vuelve a encontrar a Bobo, prometiendo que no volverá a dejarlo ir después de cada 100 años.

## Producción
"Rosebud" fue escrito por John Swartzwelder y fue el primer episodio para ser producido y dirigido por David Mirkin. Mirkin disfrutó tanto trabajando en el episodio que pasó "una enorme cantidad de tiempo en la post-producción" experimentando con diversos elementos del episodio. En un principio, la historia de Bobo incluye varias escenas más oscuras, como una donde el oso estaba involucrado en el asesinato de John F. Kennedy. Las escenas fueron cortadas porque los escritores sintieron que eran de mal gusto. El final del episodio duraba originalmente más tiempo, pero dos segmentos fueron cortados. La primera escena transcurría en Washington D. C., destruida por la invasión de las tropas canadienses, donde encuentran a Bobo. El segundo mostraba todo el planeta invadido por secoyas gigantes y búhos.
David Silverman describe el episodio como "uno de las más difíciles" para dirigir. Las estrellas invitadas fueron los Ramones "grandes admiradores de los Simpsons" y sus personajes fueron diseñados por Wes Archer.